# Grotte de Ma'anshan
La grotte de Ma'anshan est un site préhistorique du Paléolithique localisé dans le xian de Tongzi, dans le nord-ouest de la province chinoise du Guizhou.
La grotte, à une altitude de 960 mètres et à 40 mètres au-dessus de la rivière Tianmen, fait l'objet de fouilles depuis 1986.
Des outils en os, datés entre 35000 et 18000 ans avant le présent, sont les plus anciens découverts en Chine. Ils comprennent des pointes barbelées (entre 23000 et 18000 ans BP), parmi les plus anciennes retrouvées hors d'Afrique, un outil de découpe, des pointes de lance (34000 ans) et des poinçons (35000-34000 ans),.